# 중동의 휘슬
중동의 휘슬은 중동 국가들이 대규모 스포츠 대회의 경기 일정과 심판 판정에 유리하게 작용하는 현상을 말한다.
아시아핸드볼연맹(AHF)은 사실상 쿠웨이트 왕족이 지배하는 조직이어서 아랍 국가 출신 인물들이 자리를 차지하는 상황이 계속되고 있다. 아시아 대륙에서 개최되는 핸드볼 대회의 일정과 심판 배정이 아시아핸드볼연맹에 의해 결정되기 때문에 아랍 국가의 팀에 유리한 운영이 행해지고 있다. 이에 중동권 국가에 비합리적으로 유리한 심판의 배정이나 그러한 판정을 꼬집는 표현인 "중동의 휘슬"이 생겨났다.
이 상황은 주로 동아시아 국가에서 크게 문제가 되고 있으며, 2008년 하계 올림픽 아시아 지역 핸드볼 예선에서도 나타났다. 2007년 9월 일본 아이치현 도요타시에서 열린 남자 핸드볼 예선 쿠웨이트와 대한민국의 경기에서는 당초 국제핸드볼연맹(IHF)의 지시에 따라 독일 출신 심판이 배정되어 있었으나, AHF의 지시에 따라 급히 중동 국가인 요르단 출신 심판으로 변경되었다. 이 경기에서는 경기 시작 2분 만에 대한민국 선수가 퇴장당하는 등 심각한 편파 판정으로 인해 관중들이 코트에 페트병을 던지는 등의 일이 벌어지기도 했다. 이와 마찬가지로 쿠웨이트와 일본의 경기에서도 독일 출신 심판에서 이란 출신 심판으로 변경되는 등 심판단 변경이 행해져 이해할 수 없는 판정이 발생했다.
이 사태에 대해 대한민국과 일본 양국은 IHF에 개선을 요구하였으며, 올림픽 위원회 관계자로부터 이후에 올림픽으로부터 핸드볼 경기를 제외하자는 목소리가 나오자 2007년 12월 17일, IHF는 인도네시아 발리에서 이사회를 열어 아시아 지역 핸드볼 예선을 무효로 하고, 여자는 2008년 1월 29일에, 남자는 2008년 1월 30일에 각각 도쿄에서 재경기를 하도록 결정하였다.